# Forton (Staffordshire)
Forton is een civil parish in het bestuurlijke gebied Stafford, in het Engelse graafschap Staffordshire. In 2001 telde het dorp 266 inwoners.